# Phùng hoàng hậu (Bắc Ngụy Hiếu Văn Đế)
Hiếu Văn U Hoàng hậu (chữ Hán: 孝文幽皇后; 469 - 499), cũng gọi Cao Tổ U hậu (高祖幽后), là Hoàng hậu thứ hai của Bắc Ngụy Hiếu Văn Đế Nguyên Hoành của triều Bắc Ngụy trong lịch sử Trung Quốc.
Xuất thân hiển hách, bà là con gái Phùng Hi, chị ruột của Phế hậu Phùng thị, là một cháu gái ruột của vị Thái hoàng thái hậu quyền lực đương thời là Văn Minh Phùng Thái hậu. Trong lịch sử Bắc Ngụy, U Hoàng hậu Phùng thị nổi danh vì có tiếng độc ác, bà đã hạ bệ em ruột để trở thành Hoàng hậu. Rồi sau đó, bà lại gây tai tiếng vì khi tư thông với nhân tình dù đã là Hoàng hậu có nhiều quyền lực (thói dâm đãng này giống hệt như người cô ruột của bà là Văn Minh Phùng Thái hậu). Sự việc tư thông bị bại lộ, Phùng hậu còn có ý ám sát Hiếu Văn Đế nhưng bị phát giác. Hiếu Văn Đế vì nghĩ đến công ơn của Văn Minh Phùng Thái hậu nên không giết hoặc phế truất tước hiệu của bà mà chỉ giam giữ trong cung. Trước khi chết, sợ rằng Phùng hậu còn sống thì sẽ làm loạn triều đình, Hiếu Văn Đế đã có di chiếu ra lệnh giết chết Phùng hậu nhưng vẫn cho an táng theo nghi lễ hoàng hậu.

## Thân thế
Hiếu Văn U Hoàng Hậu Phùng thị người huyện Tín Đô, Trường Lạc (nay là huyện Đông Bắc, tỉnh Hà Bắc). Xuất thân từ đại tộc Trường Lạc Phùng thị (長樂馮氏) danh giá của hoàng tộc Bắc Yên, bà là con gái của Thái sư Phùng Hi (馮熙) - anh trai của Văn Minh Thái hậu, người nhiếp chính qua hai triều Hiến Văn Đế và Hiếu Văn Đế.
Mẹ bà là thị thiếp Thường thị (常氏), nên xét theo vai vế bà thuộc hàng ["Thứ xuất"; 庶出]. Nguyên Thường thị xuất thân ti tiện, sau được Phùng Hi tư thông, nạp làm thiếp. Vợ cả của Hi là Bác Lăng công chúa (博陵公主) qua đời, Thường thị từ đấy có danh chủ quản gia sự, Phùng thị là con gái bà do đó cũng được cất nhắc. Bà còn có người em là Phùng Túc (馮夙), sau thụ tước Bắc Bình công.

## Nhập cung Ngụy

### Bái làm Chiêu nghi
Năm Thái Hòa thứ 7 (483), Văn Minh Thái hoàng thái hậu muốn gia tộc họ Phùng cùng hoàng thất liên hôn, bèn đến phủ của anh trai Phùng Hi, chọn ra hai người con gái khi vừa 14 tuổi, Phùng thị cũng là một trong số ấy, nhập cung làm phi tần của Hiếu Văn Đế, thụ Quý nhân. Cả hai đều được sủng ái, nhưng người chị không may qua đời sớm do bị tai biến khi sinh đẻ. Bản thân Phùng thị cũng mắc bệnh, và được Thái hoàng thái hậu đưa về nhà cha mẹ, bắt xuất gia làm ni cô. Hiếu Văn Đế lưu luyến vẻ kiều diễm và dâm mỹ của Phùng thị, mãi không quên được
Năm Thái Hòa thứ 17 (493), người em cùng cha khác mẹ với bà là Phùng thị theo di mệnh của Văn Minh Thái hoàng thái hậu mà nhập cung, được lập làm Hoàng hậu. Khi ấy, Phùng Hoàng hậu là một người phụ nữ hết sức mẫu mực. Kể từ ngày được lập làm Hoàng hậu, Phùng hậu đã làm hết vai trò mẫu nghi thiên hạ, mọi việc trong hậu cung được quản lý đâu ra đấy. Tuy nhiên, Phùng hậu lại không hề nhận được sự sủng ái của Hiếu Văn Đế.
Sang năm sau (494), Hiếu Văn Đế nghe Phùng Quý nhân khỏi bệnh, bèn cho hoạn quan nghênh Phùng thị về Lạc Dương, bái làm Tả Chiêu nghi, địa vị chỉ dưới Hoàng hậu. Từ khi về cung, Phùng Chiêu nghi đắc sủng, sự sủng ái của Hiếu Văn Đế dành cho bà còn vượt hơn khi trước, khiến cung nhân trong Nội đình đều bị ghẻ lạnh, kể cả Hoàng hậu. Phùng Chiêu nghi cho rằng mình là chị gái lại nhập cung trước nên không chịu kém cạnh Phùng hậu, dù Phùng hậu không hề tỏ ý đối nghịch với bà. Phùng Chiêu nghi bắt đầu tìm cách để làm suy yếu vị trí của em gái, khiến Phùng hậu bị phế truất trong chỉ 2 năm sau, tức năm Thái Hòa thứ 20 (496). Phùng hậu phải đến chùa làm ni cô cho đến hết đời.

### Lập làm Hoàng hậu
Năm Thái Hòa thứ 21 (497), tháng 7, ngày Mậu Ngọ, Hiếu Văn Đế lập Phùng Chiêu nghi làm Hoàng hậu. Khi đó trong cung Phùng hậu có tiếng hà khắc, gặp khi Cao Quý nhân, mẹ đẻ của Thái tử Nguyên Khác bạo vong, có tin đồn phổ biến rằng Phùng hậu đã bí mật đầu độc bà để có thể nuôi dưỡng Nguyên Khác. Sau khi mẹ mất, Nguyên Hoành được Phùng hậu phủ dưỡng, cứ 3 ngày triều kiến Hoàng hậu một lần.
Cũng vào mùa thu năm ấy, Hiếu Văn Đế đã mở một cuộc tấn công lớn khác vào Nam Tề, lần này quân Bắc Ngụy tập trung vào Uyển Thành (宛城, nay thuộc Nam Dương, Hà Nam). Tuy nhiên, trong khi Hiếu Văn Đế vắng mặt, Phùng Hoàng hậu đã bí mật tư thông với hầu cận là một tên Thái giám giả hiệu tên là Cao Bồ Tát (高菩薩). Bề ngoài, thái giám này rất khôi ngô tuấn tú và lươn lẹo. Khi được đưa vào cung, Thái giám họ Cao này đã dùng thủ đoạn tinh vi để vượt qua vòng kiểm duyệt. Vì thế, dù danh là Thái giám nhưng thực chất Cao Bồ Tát vẫn là đàn ông. Cao Bồ Tát rất giỏi lấy lòng người khác, y nắm trong tay cả một bè lũ thân cận sẵn sàng vì mình mà bán mạng. Trong khi đó, Phùng hậu cũng tự xây dựng thế lực riêng. Do vậy, khi Phùng hậu và họ Cao tư thông với nhau cũng đồng thời hình thành một thế lực lớn mạnh trong triều đình. Cũng vì thế, mặc dù tông thất đều biết chuyện Phùng hậu tư thông với tên thái giám họ Cao nhưng không ai dám hé ra nửa lời.
Tuy nhiên, cuối cùng thì chuyện tai tiếng của Phùng hoàng hậu cũng tới tai Hiếu Văn Đế. Lúc bấy giờ, em trai của Phùng hậu là Phùng Túc rất thích Bành Thành công chúa (彭城公主) - em gái Hiếu Văn Đế, vốn là vợ của Tống vương Lưu Sưởng Tử (劉昶子), từ nhỏ đã rời quốc gia. Phùng Túc cầu Hiếu Văn Đế ban hôn, Hoàng đế từng hứa qua, nhưng công chúa vì quá yêu người chồng vừa mất mà nhất định không chịu tái giá, còn tuyên bố nếu có tái giá cũng không tái giá với người như Phùng Túc. Khi Phùng Túc định ép buộc công chúa về nhà thì một người hầu của công chúa đã bí mật tới gặp Hiếu Văn Đế tố cáo chuyện tư thông giữa Phùng hậu và Cao Bồ Tát. Hiếu Văn Đế nghe xong, vừa sững sờ vừa giận dữ, tuy nhiên cho rằng em gái vì không muốn cưới Phùng Túc nên mới nghĩ ra chuyện này. Thế nhưng sau đó, một hoạn quan thân tín của Hiếu Văn Đế là Lưu Đằng đã tới mật báo với Hiếu Văn Đế chuyện tư tình của Phùng hậu.

### Mưu hại Hoàng đế
Phùng hậu cũng nhanh chóng biết được chuyện tư thông của mình đã bại lộ nên tìm gặp mẹ đẻ là Thường thị để bàn cách đối phó. Hai mẹ con họ Phùng quyết định mời một nữ phù thủy vào cung tìm cách yểm bùa, nguyền rủa Hiếu Văn Đế sớm chết để mình có thể thâu tóm quyền lực trong triều đình. Sau đó, để thám thính tình hình, Phùng hậu cử rất nhiều tâm phúc của mình tới doanh trại của Hiếu Văn Đế để thăm dò. Để khỏi rút dây động rừng, Hiếu Văn Đế giả như không biết chuyện gì đang xảy ra trong cung. Vì thế, khi bọn thuộc hạ báo tin về, Phùng hậu rất vui, cho rằng mình đã qua khỏi kiếp nạn..
Không lâu sau đó, Hiếu Văn Đế bí mật đột ngột quay trở về kinh đô Lạc Dương. Vừa về tới nơi, Hiếu Văn Đế đã ra lệnh cho bắt toàn bộ người của Cao Bồ Tát. Tối ngày hôm đó, Hiếu Văn Đế cho Phùng hậu ngồi ở căn phòng bên cạnh rồi sai người đưa Cao Bồ Tát vào, bắt khai hết những chuyện dâm loạn giữa mình với Hoàng hậu. Đến nước này, họ Cao cũng không còn cách nào khác, đành khai ra tất cả, ngoài ra Hiếu Văn Đế còn tìm thấy một thanh đoản kiếm được Phùng hậu giắt bên người, là do Phùng hậu có ý nhân sơ hở dùng dao giết Hoàng đế. Sau khi tra hỏi Cao Bồ Tát, Hiếu Văn Đế cho gọi hai người em của mình là Bành Thành vương Nguyên Hiệp (元勰) và Bắc Hải vương Nguyên Tường (元詳) vào, chỉ tay về phía phòng của Hoàng hậu và nói:"Ta nể cô ta là người nhà họ Phùng mà không phế truất, chỉ giam trong cung. Nếu như cô ta còn chút liêm sỉ nào thì ắt tự biết mà tìm cái chết. Vì thế, các ngươi đừng nghĩ ta còn tình cảm gì với cô ta".
Sau khi Bành Thành vương và Bắc Hải vương đi ra, Hiếu Văn Đế sai giết Cao Bồ Tát, tống giam Hoàng hậu vào Đông phòng, không muốn nhìn thấy Hoàng hậu nữa. Khi Hiếu Văn Đế sai hoạn quan đến hỏi Hoàng hậu chuyện, bà mắng:"Ta là vợ của Thiên tử, có chuyện thì đích thân Thiên tử đến hỏi, cớ gì để lũ các ngươi truyền?!". Hiếu Văn Đế nghe rất giận, mệnh Thường thị vào cung dùng gậy đánh để trừng phạt. Do không có chiếu lệnh phế truất, mệnh phụ triều kiến đều như cũ đối đãi với Hoàng hậu cung kính, chỉ là Hiếu Văn Đế lệnh cho Thái tử ở tại Đông Cung, không triều kiến Hoàng hậu nữa.

## Bị ban chết
Năm Thái Hòa thứ 23 (499), Hiếu Văn Đế bệnh tình đã chuyển nặng. Ông vì chuyện ngoại tình của Phùng hậu lại thêm chinh chiến liên miên nên sức khỏe ngày càng suy kiệt. Tuy nhiên, do không muốn gia tộc họ Phùng phải hổ thẹn, ông đã không phế truất bà, song không bao giờ nhìn mặt bà một lần nữa.
Lúc bệnh nguy kịch, Hiếu Văn Đế sắp xếp cho phi tần ổn thỏa, lại sợ rằng Phùng thái hậu còn sống thì sẽ làm loạn triều đình, giống như nạn ngoại thích chuyên quyền vào cuối thời nhà Hán. Ông truyền Bành Thành vương vào, nói:"Hậu cung cửu quai âm đức, tự tuyệt vu thiên. Nếu không sớm định căn bản, thì sẽ thành như Hán mạt. Sau khi ta qua đời, lệnh cho ngươi đem Biệt cung tự tẫn, dùng lễ Hoàng hậu mà an táng. Như thế, cũng là để diệt đi khí thế của nhà họ Phùng!".
Khi Hiếu Văn Đế băng hà, khi linh cữu được đưa đến Lỗ Dương, Bắc Hải vương và Bành Thành vương tuân theo lời di chiếu của Hiếu Văn Đế, cùng Trường Thu khanh Bạch Chỉnh (白整) đưa thuốc độc vào Biệt cung để gặp Phùng hậu, tiến hành theo di chế. Tuy nhiên, khi đưa thuốc độc đến cho Phùng hậu, bà nhất định không chịu uống, quát mắng: ["Thiên hạ làm gì có chuyện hoang đường như thế này hả?! Chư Vương vào cung bức chết Hoàng hậu?!"]. Bắc Hải vương không còn cách nào khác, đành sai người đè Phùng hậu ra rồi đổ thuốc độc vào miệng. Phùng hậu bèn qua đời, thay áo Xiêm y, lễ nghi an táng, đều như lễ Hoàng hậu bình thường, thụy hiệu là U Hoàng hậu (幽皇后), táng vào bên trong Trường lăng (長陵).

## Phim ảnh
| Tên phim                                      | Diễn viên        | Ghi chú |
| 《Bắc Ngụy Phùng Thái hậu 2006》 (北魏冯太后) | Lý Y Hiểu 李依曉 | Trong phim là sự kết hợp giữa Phế hậu và U hậu. Hai chị em là sinh đôi, người chị gọi [Phùng Diệu Vân; 冯妙媛], người em gọi [Phùng Diệu Liên; 冯妙莲] |